# So Kwang-chol
So Kwang-chol (* 23. Januar 1987) ist ein nordkoreanischer Fußballspieler.

## Karriere
So debütierte 2007 in den beiden Erstrundenspielen der Qualifikation zur Weltmeisterschaft 2010 gegen die Mongolei in der nordkoreanischen Nationalmannschaft. 2008 spielte er mit einer B-Auswahl im AFC Challenge Cup und kam in allen fünf Turnierpartien zu Teileinsätzen. Für die Olympiaauswahl Nordkoreas (U-23) wirkte er in der Qualifikation für Olympia 2008 mit.